# Pisoniano
Pisoniano ist eine italienische Gemeinde in der Metropolitanstadt Rom in der Region Latium mit 732 Einwohnern (Stand 31. Dezember 2023). Sie liegt 52 km östlich von Rom und 19 km nördlich von Palestrina.

## Geographie
Pisoniano liegt auf einem Bergrücken der Monti Prenestini. Es ist Mitglied der Comunità Montana Monti Sabini e Tiburtini.

## Bevölkerungsentwicklung
| Jahr      | 1881 | 1901 | 1921 | 1936 | 1951 | 1971 | 1991 | 2001 |
| --------- | ---- | ---- | ---- | ---- | ---- | ---- | ---- | ---- |
| Einwohner | 1184 | 1499 | 1789 | 2001 | 1863 | 996  | 810  | 734  |

Quelle: ISTAT

## Politik
Enzo Aureli (Bürgerliste Centro Democratico Pisoniano) wurde im Juni 2009 zum Bürgermeister gewählt. Er löste Vittorio Cola (seit 2004) ab. Am 25. Mai 2014 wurde er wiedergewählt.

## Söhne und Töchter der Gemeinde
- Edmondo Bernardini (1879–1955), römisch-katholischer Ordensgeistlicher, Generalabt der Zisterzienser